# OX2
OX2 grundades i Sverige 2004 med syftet att leda energiutvecklingen. Företaget utvecklar och säljer förnybara energilösningar i stor skala och är idag en av de största utvecklarna av landbaserad vindkraft i Europa.
Efterfrågan på förnybar energi ökar ständigt i takt med att samhället elektrifieras. OX2 har lång erfarenhet och en lönsam affärsmodell väl positionerat för att attrahera en långsiktig investeringsvilja på kapitalmarknaden och därmed stärka sin marknadsledande roll på den snabbt växande europeiska marknaden.
OX2 noterades på First North Premier Growth Market den 23 juni 2021 och flyttades till Nasdaq Stockholms huvudlista den 6 april 2022. Faktarutan om OX2 bygger på företagets års- och hållbarhetsredovisning 2023 
Den 13 maj 2024 offentliggjorde EQT Infrastructure VI, genom Otello BidCo AB ett offentligt uppköpserbjudande till aktieägarna i OX2 AB att överlåta samtliga sina aktier i Bolaget till Otello BidCo till ett pris om 60 kronor kontant per aktie. Den oberoende budkommittén i styrelsen för OX2 AB rekommenderar enhälligt aktieägarna att acceptera det offentliga uppköpserbjudandet. 
OX2 avlistades från Stockholmsbörsen med sista handelsdag den 21 oktober 2024.
OX2 är verksamt på totalt tolv marknader. De har en ledande marknadsposition i Sverige, Finland och Polen. Våren 2023 gick OX2 in på den australiensiska marknaden genom att förvärva en av landets ledande utvecklare av solparker, vilket förde med sig en portfölj av sol- och energilagringsprojekt. 
Den 31 december 2023 uppgick projekten i OX2:s projektutvecklingsportfölj till 33,5 GW, varav 41 % havsbaserad vindkraft, 36 % landbaserad vindkraft, 21 % solkraft, samt 3 % energilagring. Företaget förvaltade färdiga avläggningar med en produktionscapacitet på 4,75 GW. OX2 har verksamhet i Sverige, Åland, Finland, Estland, Litauen, Polen, Frankrike, Spanien, Italien, Grekland, Rumänien och Australien, med huvudkontor i Stockholm, Sverige.